# Masakra w więzieniu na Radogoszczu
Masakra w więzieniu na Radogoszczu – masowy mord dokonany przez Niemców na blisko 1500 Polakach przetrzymywanych w więzieniu policyjnym na łódzkim Radogoszczu. Do masakry doszło w nocy z 17 na 18 stycznia 1945 r., na kilkadziesiąt godzin przed przejęciem Łodzi przez Armię Czerwoną.

## Więzienie na Radogoszczu
Na terenie fabryki włókienniczej Michała Glazera (przy ul. Krakowskiej 55, obecnie Liściasta 17) Niemcy utworzyli ok. 10 listopada 1939 r. obóz przejściowy, który w końcu grudnia 1939 r. przeniesiono do większej, pobliskiej, fabryki Samuela Abbego, u zbiegu ówczesnej szosy zgierskiej (ob. ul. Zgierska) i gen. J. Sowińskiego. Powstanie obozu związane było z masowymi aresztowaniami, jakich Niemcy dokonali w Łodzi i okręgu łódzkim jesienią 1939 roku w ramach tzw. Intelligenzaktion. Objęły one głównie inteligencję oraz znanych działaczy społeczno-politycznych i gospodarczych. Fabryka Samuela Abbego od października 1939 do co najmniej 1 lipca 1940 r., obok funkcji obozowo-więziennej pełniła również rolę obozu przesiedleńczego dla Polaków z obszaru Kraju Warty.
Z dniem 1 lipca 1940 r. obóz przejściowy został przekształcony w „Rozszerzone Więzienie Policyjne, Radogoszcz” (niem. Erweitertes Polizeigefängnis, Radegast) dla mężczyzn. Więźniów wysyłano stamtąd do innych więzień (Sieradz, Łęczyca lub Wieluń), obozów pracy karnej (najczęściej Ostrów Wielkopolski) lub obozów koncentracyjnych (Mauthausen-Gusen, Auschwitz, Dachau). Każdego dnia z głodu, chorób i znęcania się załogi więzienia ginął tu co najmniej jeden człowiek.

## Masakra

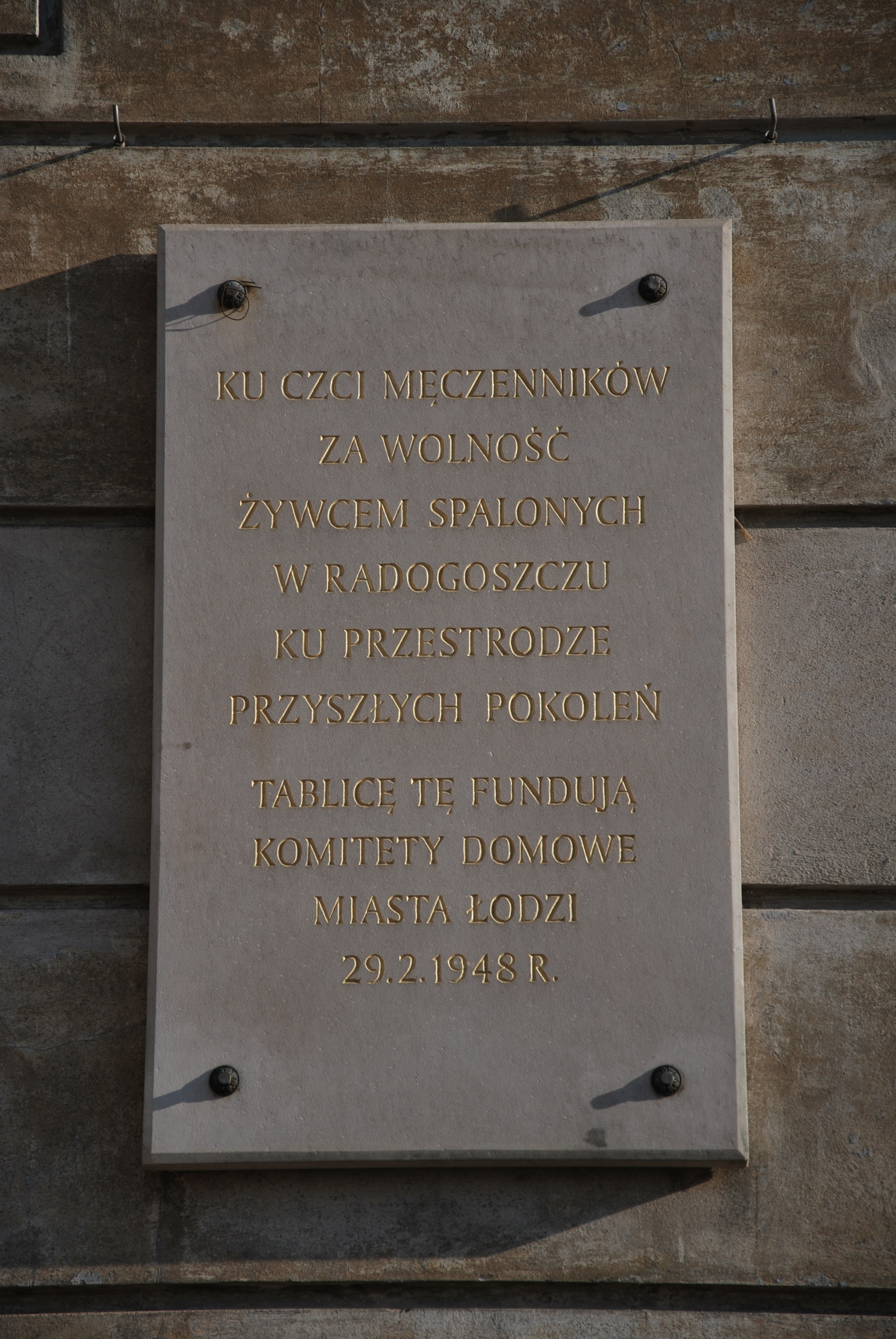
Tablica poświęcona męczennikom Radogoszcza, plac Wolności w Łodzi

W związku ze zbliżaniem się frontu wschodniego Wyższy Dowódca SS i Policji w Generalnym Gubernatorstwie – Wilhelm Koppe wydał 20 lipca 1944 r. rozkaz ewakuacji lub wymordowania więźniów w miastach, do których zbliżała się Armia Czerwona. W instrukcji zaznaczono, iż więźniowie nie mogą być wyzwoleni.
Na podstawie tego rozkazu dokonano na obszarze Generalnego Gubernatorstwa co najmniej kilku masakr więziennych (największa na Zamku Lubelskim). Prawdopodobnie na bazie tego rozkazu Koppego – bo nie został odnaleziony podobny rozkaz w odniesieniu do ziem włączonych do III Rzeszy, w tym Kraju Warty – wydany został podobny w Łodzi. Jak wynika z powojennego śledztwa, na Radogoszczu mieli zginąć wszyscy więźniowie przetrzymywani w łódzkich więzieniach; na pewno kobiety z więzienia przy ul. Gdańskiej 13.
W tym czasie na Radogoszczu było więzionych około 1500 mężczyzn (Polaków, jeńców rosyjskich, a nawet Niemców).
W nocy z 17 na 18 stycznia 1945 r., po północy Niemcy wtargnęli do cel na parterze i rozpoczęli rzeź przy użyciu bagnetów i strzałów z pistoletów. Po wymordowaniu wszystkich na parterze przenieśli się na III piętro. Tu zarządzili zbiórkę więźniów, którym kazano zbiegać w dół na dziedziniec. Na schodach ustawiono gotowy do strzału karabin maszynowy, który rozpoczął ogień, gdy ukazali się pierwsi więźniowie. Część z nich zawróciła i wtedy natrafiła na ogień strażników. Następnie Niemcy pobiegli na II i I piętro, by tam jak najszybciej dokonać egzekucji. Na trzecim piętrze pozostała grupa więźniów ocalałych z masakry, która widząc zbliżających się oprawców rzuciła się na nich z cegłami w ręku i kawałkami desek. Zaskoczeni Niemcy uciekli na dół.
Wobec oporu więźniów, przede wszystkim na sali na II piętrze, oprawcy postanowili dokończyć masakry poprzez spalenie budynku głównego więzienia. W tym momencie prawdopodobnie około połowy więźniów jeszcze żyła, chociaż część z nich była mniej lub bardziej ranna. Podpalenia dokonano we wczesnych godzinach porannych 18 stycznia. Budynek więzienia szybko cały stanął w ogniu. Na więźniów próbujących wydostać się z niego czekały kule oprawców. Niektórzy starali się wydostać się na dach i skakali na sąsiednie dachy, kilku schroniło się w rezerwuarze z wodą na ostatnim piętrze klatki schodowej. Spośród blisko 1500 więźniów ocalało około 30 osób.
Ofiarami masakry zostało również kilkunastu chłopców z obozu przy ul. Przemysłowej w Łodzi, dla których pobyt w więzieniu stanowił punkt etapowy do wysyłki w inne miejsce. Znajdowali się w sali na III piętrze. Wszyscy zginęli jako pierwsi, gdy rozpoczęło się mordowanie więźniów na tej sali.
Po wkroczeniu Armii Czerwonej do Łodzi 19 stycznia 1945 r. mało kto z mieszkańców Łodzi nie był w Radogoszczu i nie oglądał skutków zbrodni. Jedni z prostej ciekawości, inni szukali swoich bliskich.

Przybyliśmy na miejsce, gdy ciała zamordowanych nie przestały jeszcze dymić. Ogień już ustał, a czerwona cegła ruin straszyła z daleka. Setki zwłok ludzkich zalegały teren. Twarze ofiar zbrodni wykrzywione były okropnym bólem i zamarłym krzykiem grozy, a tych oczu nie zapomni nikt, kto patrzył wtedy na to piekło na ziemi

Przez miesiąc mieszkańcy Łodzi poszukiwali wśród zgliszczy popiołów szczątków swoich bliskich. Niewiele zwłok udało się zidentyfikować. 28 lutego 1945 r. szczątki pomordowanych pochowane zostały w dwóch zbiorowych mogiłach na pobliskim cmentarzu pw. św. Rocha.
Po latach, na podstawie różnych źródeł, w Muzeum Tradycji Niepodległościowych w Łodzi, oddz. „Radogoszcz” została sporządzona domniemana lista ofiar, która zawiera ponad 1200 nazwisk.

## Ocaleli z masakry
Dokładna liczba ofiar tej masakry pozostaje nieznana. Szacuje się, że mogło zginąć około 1500 mężczyzn. Uratowało się około 30. Kiedy już 24 października 1945 r. zostało wszczęte śledztwo przez Sąd Okręgowy Śledczy III Rejonu w Łodzi w sprawie spalenia więzienia radogoskiego, prowadząca je sędzia S. Krzyżanowska ustaliła i przesłuchała pierwszych 13 ocalałych z masakry:
- Błotnicki Feliks,
- Brzozowski Feliks (lub Franciszek),
- Fengler Stefan,
- Jabłoński Stanisław,
- Jędrysiak Leonard,
- Niedźwiedzki Edward,
- Pawlak Ignacy,
- Sowiak Adam,
- Szmaja Antoni,
- Urszulak Adam,
- Zarębski Franciszek[a],
- Zieliński Józef[b].

W następnych latach Okręgowa Komisja Badania Zbrodni Hitlerowskich w Polsce, w śledztwie dotyczącym więzienia radogoskiego (sygn. Ds. 67/67), ustaliła nazwiska kolejnych:
- Dąbrowski Stanisław[9][10].
- Dyła Tadeusz,
- Salamon Konrad,
- Juszczak Franciszek,
- Wcisło Bolesław,
- Zarembski Franciszek,
- Molka Henryk.

W styczniu 1985 r., na zaproszenie władz miasta, do Łodzi przyjechali ostatni żyjący ocaleli z masakry. Na spotkaniu w studiu TVP w Łodzi otrzymali z rąk ówczesnego prezydenta miasta – Józefa Niewiadomskiego – „Honorowe Odznaki m. Łodzi”. Byli to: Franciszek Brzozowski, Stanisław Dąbrowski, Tadeusz Dyła, Stefan Fengler, Konrad Salamon, Franciszek Juszczak, Bolesław Wcisło, Franciszek Zarembski i Henryk Molka oraz Rafał Żarnecki z Opatówka.

## Po wojnie
Komendant więzienia, porucznik policji Walter Pelzhausen, stanął we wrześniu 1947 r. przed polskim sądem w Łodzi i w wyniku procesu został skazany na karę śmierci. Wyrok wykonano 1 marca 1948 roku.
Teren byłego więzienia już w pierwszych tygodniach po zakończeniu okupacji niemieckiej w Łodzi został uznany za miejsce pamięci o walce i martyrologii Narodu Polskiego, ale proces jego przekształcania w mauzoleum, pomimo podejmowanych w latach następnych różnych działań władz i inicjatyw społecznych, został zrealizowany dopiero na polecenie ówczesnej I sekretarz Komitetu Łódzkiego PZPR – Michaliny Tatarkówny-Majkowskiej.
Jego uroczystego odsłonięcia dokonano 9 września 1961 roku. Ówczesny teren mauzoleum obejmował tylko dziedziniec i spalony budynek oraz teren przed mauzoleum. Jego dwoma głównymi elementami jest symboliczna mogiła-kopiec w obrębie spalonego budynku więziennego, na którym umieszczono czarny marmurowy sarkofag z napisem: „Tu spoczywamy zamordowani w przeddzień wolności. Imiona i ciała zabrał nam ogień, żyjemy tylko w waszej pamięci. Niech śmierć tak nieludzka nie powtórzy się więcej” oraz 30-metrowa „iglica radogoska”, ustawiona przed wejściem na jego teren.
19 stycznia 1976 r. otwarto na terenie mauzoleum, w parterowej hali przedwojennej fabryki, a potem więzienia, stałą ekspozycję muzealną (jako oddział Muzeum Tradycji Niepodległościowych w Łodzi), ukazującą dzieje więzienia radogoskiego oraz okupacji niemieckiej w Łodzi, w latach 1939–1945.
W 1990 r. obok sarkofagu postawiono kilkumetrowy krzyż, jako religijny wyraz męczeństwa więzionych tu ludzi.
Informacja nt. listy domniemanych ofiar styczniowej masakry (około 1230 nazwisk) znajduje się na stronie Muzeum Tradycji Niepodległościowych w Łodzi, oddział Radogoszcz.